# 红军军需处留守处旧址
红军军需处留守处旧址，位于中国广东省惠州市惠东县高潭镇中洞村，为惠东县的一个县级文物保护单位，类型为近现代重要史迹及代表性建筑，公布时间为1987年。
红军军需处留守处旧址的历史年代为1927年。